# Marinduque
Marinduque é um província de  quarta classe de renda da província (d) na região Mimaropa (Região IV-B), nas Filipinas. De acordo com o censo de 1 de maio  de  2020 possui uma população de 239 207 pessoas e 54 341 domicílios.  A sua capital é Boac.

## Subdivisões
Municípios
- Boac
- Buenavista
- Gasan
- Mogpog
- Santa Cruz
- Torrijos